# Osasco Voleibol Clube
O Osasco Voleibol Clube, por razões de patrocínio Osasco São Cristovão Saúde ou simplesmente como Osasco, é uma equipe brasileira de voleibol feminino da cidade de Osasco que atua na Superliga Série A.

## Histórico
O Osasco Voleibol Clube foi criado em 2009, a partir do encerramento das atividades da categoria adulta da Associação Desportiva Classista Finasa, que representava a cidade na Superliga desde 1996. Com o nome fantasia de Sollys/Osasco, a equipe surgiu de uma parceria com a Prefeitura de Osasco e o patrocínio da Nestlé, que voltou a investir no voleibol feminino após 10 anos de ausência, quando deixou de patrocinar o Leites Nestlé, de Jundiaí.

### Temporada 2009/2010
Na Superliga 2009/2010, a equipe conquista a segunda posição na fase de classificação, enfrentando nas quartas de finais a equipe mineira Praia Clube/Banana Boat, classificando com a vitória nos dois primeiros jogos. Na semifinal, enfrentando o Mackenzie/Pinheiros, campeão do Campeonato Paulista de Vôlei de 2009, vence novamente em dois jogos e classifica-se para sua 9ª final consecutiva, confirmando a já tradicional final contra o Rio de Janeiro/Unilever. Em partida única realizada no ginásio do Ibirapuera, a equipe saiu na frente vencendo o primeiro set, mas acabou levando a virada. No quarto e decisivo set, Natália contagiou o grupo com sua vibração, obtendo o empate e forçando o set de desempate. Após estar perdendo de quatro pontos a zero, a estrela de Natália brilhou novamente, ajudando a equipe a alcançar o empate e a virada. Finalmente Osasco, após cinco anos de jejum, vence o tetracampeonato da Superliga.
Ainda em 2009, o time de Osasco levou seu primeiro, de uma sequencia de 4 títulos consecutivos do Sul-Americano de Clubes, esse disputado em Lima, no Peru.

### Temporada 2010/2011
Para a Superliga 2010/2011, manteve a base da equipe.
Na fase de classificação o time terminou em 2º lugar, com 2 pontos a menos que o Unilever.
Nas quartas-de-final,o time venceu o Banana Boat/Praia Clube por duplos 3x0 classificando para a semifinal. Na fase seguinte, o time vence a equipe do Vôlei Futuro pelo menos placar, chegando mais uma vez à final, desta vez realizada no Ginásio do Mineirinho contra a Unilever. A equipe acabou sendo derrotada por 3 sets a 0, ficando com o vice-campeonato.

### Temporada 2011/2012
Na temporada seguinte a equipe passou por uma grande renovação contratando jogadoras como Destinee Hooker, Fabiola e Tandara.
O time classificou-se em 1º lugar na primeira fase com 1 ponto a mais que o segundo colocado, Unilever.
Nas quartas-de-final venceu o São Bernardo por 3x0 e 3x1 na série melhor de 3. Na semifinal venceu o Minas Tênis Clube pelos mesmos placares e classificou para a 11ª final consecutiva e voltou a ser campeã ao ganhar do Unilever em pleno Maracanãzinho por 3 sets a 0.

### Temporada 2012/2013
Para a nova temporada o time perdeu Tandara e Hooker e trouxe Fernanda Garay e Sheilla Castro, a principal contratação para aquele ano.
Com o novo elenco, conquista o 4º titulo consecutivo Sul-Americano de Clubes e posteriormente tornou-se o 3º time brasileiro a conquistar o Campeonato Mundial de Clubes de Voleibol, vencendo o campeão anterior o Rabita Baku na final por 3x0. 5 jogadoras do Sollys receberam prêmios individuais. Sheilla foi eleita MVP e foi a maior pontuadora. Thaísa foi eleita a melhor atacante. Jaqueline obteve o prêmio de melhor passe e Camila Brait recebeu o prêmio de melhor Líbero.
O time sagrou-se Campeão Paulista, em 2012, após 3 anos sem vencer o mesmo. Anteriormente, o clube foi campeão paulista por 8 anos de forma consecutiva (2001 a 2008).
Na Superliga 2012/2013, foi vice-campeão perdendo a final no Ginásio do Ibirapuera em São Paulo para o Unilever de virada, estando vencendo os 2 primeiros sets. Parciais de 25x22 - 25x19 - 20x25 - 15x25 e 9x15. As jogadoras premiadas do Sollys Nestlé foram Fernanda Garay como melhor atacante, Fabiola melhor levantadora, Camila Brait melhor defensora e Jaqueline melhor recepção.

### Temporada 2013/2014
Em 2013 a Nestlé, patrocinadora oficial do clube, resolve trocar o nome fantasia que estampava no time de Osasco, alegando ter alcançado o limite de marketing pretendido pela empresa. Assim, sai a marca Sollys e entra a marca Molico. Independente da marca, devido o acordo dos clubes com as TVs, o nome que será usado na mídia, continua sendo o nome da cidade de Osasco. A nova capitã para a temporada 2013/2014 passa a ser a oposta Sheilla (Número 13). A apresentação oficial do novo patrocinador e das jogadoras aconteceu no dia 4 de setembro de 2013. As cores oficiais do uniforme número 1 passam a ser branco e azul e do segundo uniforme, azul e vermelho. Para líbero, o uniforme é vermelho e azul (em uma ação de marketing,as cores das combinações poderiam ser trocadas,de acordo com o produto que a Nestlé desejava promover). A equipe contrata duas estrangeiras: a italiana Caterina Bosetti e a sérvia Sanja Malagurski. Ambas não estavam presentes durante o começo da temporada,pois estavam com as suas respectivas seleções nacionais se preparando para o Campeonato Europeu de Voleibol do mesmo ano.
Em 2014 volta a ser disputada a Copa Brasil de Vôlei. Contando com as 8 equipes melhores colocadas na Superliga 2012/2013, o Molico Nestlé sagra-se Campeão pela segunda vez, vencendo o Minas Tênis Clube por 3 sets a 0 nas quartas-de-final, o Vôlei Amil por 3 sets a 1 na Semifinal e o Sesi-SP por 3 sets a 1 na final com parciais de 21x19 - 21x16 - 22x24 - 21x17, o título a credenciava para o Campeonato Sul-Americano de Clubes de 2014.Mas,mesmo assim a vaga do time já estava assegurada pois o campeonato seria sediado pela cidade de Osasco e a vaga foi herdada pelo SESI/SP.
Na fase final da Superliga, campeã do turno e returno, eliminou nas quartas de final a equipe do Brasília Vôlei na série 2-0 e chegou as semifinais com a incrível marca de 28 jogos invictos (o recorde da competição), mas acabou perdendo surpreendentemente as duas partidas da série para o Sesi/SP  e encerrou na terceira posição geral da Superliga Brasileira A 2013-14.
O Molico Nestlé chegou a grande final do Campeonato Sul-Americano de Clubes de 2014, perdendo a partida da decisão do título para o Sesi/SP, não se classificando para Campeonato Mundial de Clubes de Voleibol Feminino de 2014 em Zurique, na Suíça, mas a  FIVB acabou dando o wildcard para o time.A equipe eventualmente se classificou em segundo lugar do seu grupo ao derrotar por 3 a 2,o Voléro Zurich em casa.Mas mesmo assim,o time ficou em segundo lugar ao perder a final para o Dínamo Kazan, mas individualmente suas atletas foram premiadas, Fabíola como a melhor levantadora e Thaísa como a melhor central de toda competição.

### Temporada 2014/2015
Para a Temporada 2014/2015 a equipe perde algumas das principais estrelas do time como a oposta e capitã Sheilla que vai para o VakıfBank da Turquia e a levantadora Fabiola que foi para o Dinamo Krasnodar da Rússia, além das estrangeiras Caterina Bosetti e Sanja Malagurski. Para reforçar o time, retornam ao time  Mari, Dani Lins, Ivna Marra e Samara, além da ponteira cubana Kenia Carcaces, da central Lara Nobre e a levantadora Diana.

### Temporada 2015/2016
Para esta temporada, a Nestlé decidiu alterar o nome do time que passa a se chamar Vôlei Nestlé/Osasco. A maior parte da equipe foi mantida, com exceção de algumas jogadoras como Mari que vai para a Indonésia e Samara. Para compor o elenco, foram contratadas a ponteira Suelle Oliveira, que veio do Sesi-SP, e a central Saraelen, do São Caetano. A principal transferência, contudo, ficou por conta da oposto belga Lise Van Hecke, contratada por um ano junto ao Piacenza, da Itália. O time ainda ganhou o reforço da medalhista olímpica Elisângela, que chegou para disputar o Campeonato Paulista devido às jogadoras que estavam servindo suas respectivas seleções.as principais competições

### Temporada 2016/2017
Para a Superliga, o Vôlei Nestlé/Osasco veio com uma equipe reformulada em relação à temporada anterior. A equipe manteve como pilares do grupo a levantadora Dani Lins e a líbero Camila Brait. Para essa temporada foram contratadas as sérvias Tijana Malešević, medalha de prata nos Jogos Olímpicos do Rio, e Ana Bjelica. Entre outros reforços, as campeãs olímpicas Tandara e Carol Albuquerque, a oposta Paula Borgo, as centrais Bia e Natália Martins e a ponteira Clarisse. O treinador Spencer Lee também foi contratado para fazer parte da comissão técnica. Na temporada, ainda durante o ano de 2016, o Vôlei Nestlé/Osasco foi campeão paulista. Na Superliga, ficou em segundo lugar na fase de classificação. Foi até a final e foi vice-campeão, sendo derrotado pelo Rexona-Sesc/RJ por 3 sets a 2. A oposta Tandara foi a maior pontuadora da Superliga desse ano, com 430 pontos.

### Temporada 2017/2018
Na última temporada de patocínio da Nestlé com a equipe da cidade de Osasco, o time manteve estrelas como Tandara, Camila Brait e Carol Albuquerque.
A torcida de Osasco bateu o recorde de maior publico em edições da Superliga, com mais de 28 mil espectadores, se somar todos os jogos da Superliga na temporada. O recorde é tão expressivo, que o segundo colocado em relação a torcida foi a equipe da cidade vizinha, Hinode/Barueri, da cidade de Barueri com pouco mais de 9 mil torcedores. O Vôlei Nestlé se despede da temporada 2017/18 de cabeça erguida. Em três competições, levou dois títulos. Conquistou o hexacampeonato paulista, o tri da Copa Brasil e levou a disputa da vaga à decisão da Superliga para o quinto e último jogo de um emocionante playoff semifinal.

### Temporada 2018/2019
Dessa vez, com o fim do contrato com a Nestlé, o time recorreu a investimentos regionais. Audax tornou-se o novo patrocinador e a equipe passou a se chamar Osasco/Audax. A equipe reformulou seu elenco. Reuniu três campeãs olímpicas: Paula Pequeno, Walewska e Carol Albuquerque, além de contar com atletas que estavam defendendo a Seleção Brasileira: Claudinha e Lorenne e jogadoras que já defenderam o país em competições internacionais: Mari Paraíba, Camila Brait e a norte-americana Hooker. Também tem no grupo as centrais Natasha, Nati Martins e as ponteiras Angela Leyva e Domingas. A equipe osasquense investe ainda na nova geração do esporte. Renovou os contratos da líbero Kika e da levantadora Gabriela Zeni e trouxe a ponteira Vivi e a central Mayara.
No Campeonato Paulista, ficou com o segundo lugar após vencer por seis anos seguidos. Teve sua hegemonia quebrada após perder para o Sesi/Vôlei Bauru. A equipe ficou em 3º na Superliga, após ser eliminado na semifinal para o Minas Tênis Clube perdendo os dois jogos por 3 sets a 1. Antes disso, a equipe eliminou nas quartas de final a time do Hinode/Barueri após três duelos eletrizantes, dando destaque ao jogo 2, disputado no José Liberatti, onde o Osasco/Audax perdeu os dois primeiros sets de jogo, sendo que perdeu o primeiro pelo placar de 25x5 (se perdesse o jogo seria eliminado). Buscou o resultado e após empatar conseguiu levar para o Tiebreak e conseguiu levar para o Jogo 3 e na casa do adversário fez 3 sets a 0 e eliminou a equipe de Barueri.

### Temporada 2019/2020
Para a temporada 2019/2020, o Osasco/Audax fez um mega evento para anunciar os reforços e novos patrocinadores. O evento foi no Teatro Glória Giglio e contou com a participação de jornalistas de várias partes do país e do mundo e do prefeito Rogério Lins. O time buscou patrocínios fortes após uma temporada para se reerguer. Além de renovar com o Audax e EcoOsasco, o time pôde contar com a volta do Bradesco como patrocinador do time, após 10 anos que o banco se desligou do vôlei profissional para manter apenas as categorias de base. Além do Audax, EcoOsasco e do Bradesco, veio o iFood. Todas empresas com sede em Osasco, além de manter a Reserva Raposo, São Cristóvão Saúde e Hummel para ser o fornecedor de material esportivo.
E para competir a Superliga, a equipe contou com os reforços da Central Mara Leão que veio do então campeão Minas Tenis Clube, a levantadora Roberta Ratzke que foi para o Osasco após quase 10 anos em seu maior rival. A equipe renovou com Camila Brait, que está no time desde a temporada 2008-09 quando ainda era Finasa/Osasco, e trouxe de volta a Central Bia, o Oposta da Sérvia, Ana Bjelica e a contou com a volta da Ponteira Jaqueline que é cria do time.
No fim de 2019, a equipe disputou a final do Campeonato Paulista e ficou com o vice pelo segundo ano seguido, após perder para o São Paulo FC/Barueri. Na Superliga a equipe terminou a fase de classificação em 5º lugar, ia enfrentar a equipe do Sesi/Volei Bauru nas quartas de final, mas a competição foi cancelada devido a pandemia de COVID-19. A Superliga 2019/20 terminou sem ter um campeão.

### Temporada 2020/21
Depois de vencer o Campeonato Paulista disputado atrás de portões fechados por causa da pandemia, na temporada seguinte da Superliga, Osasco acabou a fase regular em segundo, atrás apenas do Minas, e durou até a semifinal, perdida para o Praia Clube.

### Temporada 2021/22
Após mais um título do Paulista, Osasco ficou em quarto na temporada regular da Superliga. Abrindo a segunda fase diante do velho rival Sesc RJ/Flamengo, venceu o primeiro jogo mas perdeu os dois seguintes.

### Principais Títulos
| Internacionais | Internacionais           | Internacionais | Internacionais |
|                | Competição               | Títulos        | Temporadas |
| -------------- | ------------------------ | -------------- | --- |
|                | Mundial de Clubes        | 1              | 2012 |
|                | Campeonato Sul-Americano | 4              | 2009, 2010, 2011 e 2012                                                                                              |
| Nacionais      |                          |                | |
|                | Competição               | Títulos        | Temporadas |
| Brasil         | Superliga Brasileira     | 6              | 02/03¹, 03/04¹, 04/05¹, 09/10 , 11/12 e 24/25                                                                        |
| Brasil         | Copa Brasil              | 4              | 2008¹, 2014, 2018 e 2025                                                                                             |
| Estaduais      |                          |                | |
|                | Competição               | Títulos        | Temporadas |
| São Paulo      | Campeonato Paulista      | 18             | 2001¹, 2002¹, 2003¹, 2004¹, 2005¹, 2006¹, 2007¹, 2008¹, 2012 , 2013, 2014, 2015, 2016, 2017, 2020, 2021, 2023 e 2024 |
| São Paulo      | Copa São Paulo           | 5              | 1999¹, 2004¹, 2005¹, 2006¹ e 2008¹                                                                                   |
| Outros         |                          |                | |
|                | Competição               | Títulos        | Temporadas |
| Suíça          | Torneio Top Volley       | 2              | 2004¹ e 2014 |
| Brasil         | Salonpas Cup             | 4              | 2001¹, 2002¹, 2005¹ e 2008¹                                                                                          |

¹:Títulos conquistados pelo ADC Bradesco.